# Valérie Quennessen
Valérie Quennessen ( Paris, 3 de dezembro de 1957 – Normandia, 19 de março de 1989) foi uma artista de cinema francesa. Morreu em um acidente automobilístico no ano de 1989, aos 31 anos, e é enterrada no Cemitério do Montparnasse.

## Filmografia
- 1976: Le Petit Marcel
- 1976: Le Plein de super
- 1978: Nuova Colonia (de Luigi Pirandello)
- 1978: La Tortue sur le dos
- 1978: Brigade des mineurs : « Tête de rivière »
- 1979: Martin et Léa
- 1979: French Postcards
- 1981: Les Uns et les Autres
- 1983: Les Uns et les Autres (série televisiva)
- 1982: Conan, o bárbaro
- 1982: Summer Lovers
- 1989: Eaux troubles